# Rainbow Mountain
Rainbow Mountain är ett berg i Kanada.   Det ligger i provinsen British Columbia, i den sydvästra delen av landet, 3 500 km väster om huvudstaden Ottawa. Toppen på Rainbow Mountain är 2 310 meter över havet, eller 1 006 meter över den omgivande terrängen. Bredden vid basen är 13,4 km.
Terrängen runt Rainbow Mountain är bergig österut, men västerut är den kuperad.Trakten runt Rainbow Mountain är nära nog obefolkad, med mindre än två invånare per kvadratkilometer.. Närmaste större samhälle är Whistler, 9,5 km sydost om Rainbow Mountain. 
Trakten runt Rainbow Mountain består i huvudsak av gräsmarker.